# Донвуд, Стэнли
Стэнли Донвуд (англ. Stanley Donwood; род. 29 октября 1968, Эссекс) — современный британский художник и дизайнер, более всего известный своим долговременным сотрудничеством с группой Radiohead. Настоящее его имя — Дэн Риквуд (англ. Dan Rickwood), а Стенли — его артистический псевдоним. Стэнли изучал искусства в университете Эксетера, где и познакомился с будущим вокалистом Radiohead Томом Йорком.

## Основные работы
Первой работой Донвуда для Radiohead стала обложка мини-альбома «My Iron Lung» (1994). После чего, по его собственным словам, «вся жизнь переменилась, косяком пошли церемонии награждения, шампанское, авиаперелеты первым классом, лимузины, номера люкс в отелях, ну и так далее».
Стэнли оформляет обложки всех альбомов и синглов Radiohead, постеры, футболки и всю продукцию, которая продается через фэн-клуб группы W.A.S.T.E.. Именно он выдумал медведей-мутантов, на долгие годы ставших узнаваемым логотипом и брендом группы. Многие произведения Том и Стенли создают совместно — в этом случае Том подписывается как Tchock, или Dr.Tchock.
Интересно проследить, как от альбома к альбому меняется концепт оформления. Есть что сказать о конвертах к пластинкам «The Bends» (1995), «OK Computer» (1997), «Airbag / How Am I Driving?» EP (1998), «Kid A» (2000), «Amnesiac» (2001), «Hail to the Thief» (2003), «The Eraser» (2006), «In Rainbows» (2007), «The King of Limbs» (2011), «Amok» (2013), «A Moon Shaped Pool» (2016), «A Light for Attracting Attention» (2022), «Wall of Eyes» (2024), «Cutouts» (2024). За «Amnesiac», оформленный в виде книги, художник получил премию Грэмми в номинации «лучшая упаковка/оформление диска».
Стэнли также оформляет и официальный сайт группы radiohead.co.uk(различные его реинкарнации теперь собраны в архив и доступны там же).
Живет Стенли в небольшом городке Бат, проводит время между мольбертом и доской сообщений radiohead.com, а на каникулах между релизами развлекается как может; например, продает туристам брошюрки про местные достопримечательности, которые пишет и размножает на ризографе.
А ещё Стэнли пишет и издает книги.
В 2006 году Донвуд широко развернул изготовление на продажу репродукций своих картин, отпечатанных способом шелкографии, на большой формат, на архивной бумаге. Сначала новую жизнь получили картины из серии «Виды Лондона», которыми была оформлена пластинка «The Eraser», а затем и многие другие, в том числе старые работы. Донвуд объяснял, что главный интерес для него представляет осваивание классических печатных технологий, а также представление своих работ в более эффектном и правильным виде, нежели худо запечатанная крошечная пластиковая коробка для компакт-диска.
В 2006 году Лондоне и Барселоне прошли персональные выставки Донвуда. На последней был представлен альбом работ «Dead Children Playing», охвативший период с 1997 по 2003 годы (в 2007 году переиздан более широким тиражом и доступен). В 2007 году ещё две выставки были устроены в Роттердаме и снова в Лондоне. Их сопровождали многочисленные интервью и публикации в прессе, фотографии, раздача автографов. Для освещения новостей Донвуд выпускает собственную газету «Taglibro». Завеса таинственности, скрывавшая художника, понемногу рассеялась.

## Литературные произведения
- Small Thoughts (1998), отпечатано на отдельных карточках, упаковано в жестяную коробку
- Slowly Downward (2001)
- Catacombs of Terror! (2002)
- Tachistoscope (2003)
- My Giro (2005), опубликовано исключительно как интернет-издание
- Dead Children Playing (2006, 2007)